# Adeonidae
Adeonidae zijn een familie van mosdiertjes uit de orde Cheilostomatida en de klasse van de Gymnolaemata.

## Geslachten
- Adeona Lamouroux, 1812
- Adeonella Busk, 1884
- Adeonellopsis MacGillivray, 1886
- Bracebridgia MacGillivray, 1886
- Dimorphocella Maplestone, 1903
- Kubaninella Grischenko & Mawatari, 2002
- Laminopora Michelin, 1842
- Reptadeonella Busk, 1884